# Asuka Fujimori
Pour les articles homonymes, voir Fujimori.
Asuka Fujimori (藤森明日香, Fujimori Asuka), née à Tokyo en 1969, est une écrivaine japonaise d’expression française.
Asuka Fujimori élabore, dans ses romans, un monde décalé où se côtoient ironie, cruauté et humour.

## Une identité en question
Ce nom de plume serait en réalité le pseudonyme d'un auteur masculin d'origine française utilisant parallèlement l'identité Thomas Taddeus.

## Œuvres
- Nekotopia, Paris, Flammarion, 2004  (ISBN 2-08-068415-9)
- Mikrokosmos, Paris, Flammarion, 2005  (ISBN 2-08-068679-8)